# Codex diplomaticus et epistolaris regni Bohemiae
Codex diplomaticus et epistolaris (epistolarius) regni Bohemiae, tzv. Český diplomatář (CDB), je ediční řada, publikující v chronologickém pořadí úplné texty všech listin a listů, týkající se celého území středověkého českého království. Edice, vycházející ze vzoru listinné řady Diplomata (DD) německé edice Monumenta Germaniae Historica, by měla pokrýt veškerou látku od nejstarší doby až do roku 1310.
S původní myšlenkou na vydání, tehdy ještě společného česko-moravského diplomatáře, přišel František Martin Pelcl (1734–1801), přičemž tento návrh poprvé vyslovil ve schůzi České společnosti nauk dne 5. srpna 1786, v přednášce Ueber die Nothwendigkeit und Mittel ein Diplomatarium Bohemiae zu veranstalten. Česko-moravský diplomatář měl být podle původního plánu doveden do roku 1346, tedy do doby nastoupení Karla IV. na český trůn, a měl být zhotoven s pomocí Pelclových přátel, mezi které náleželi například Josef Vratislav Monse (1733–1793), Josef Dobrovský, Josef Valentin Zlobický (1743–1810) a další. Pelclův projekt českomoravského diplomatáře se ovšem nakonec nepodařilo zrealizovat, ať už z malého zájmu předplatitelů, zhoršení vnitřní situace v České společnosti nauk související s úmrtím jejího prezidenta Karla Egona Fürstenberka (1729–1787) nebo ne zrovna dobré finanční situace České společnosti nauk (od roku 1790 Královské české společnosti nauk). Po F. M. Pelclovi obnovil myšlenku na vydávání diplomatáře ještě František Palacký (1798–1876), ovšem ani on nedotáhl svůj záměr do úspěšného konce.
Po starších nerealizovaných pokusech vzešlých z podnětů Pelcla a Palackého se úkolu vydat český diplomatář ujal druhý profesor pomocných věd historických na české Karlově univerzitě Gustav Friedrich, který sám připravil a vydal ještě před 1. světovou válkou úplné dva svazky a na sklonku svého života za německé okupace ještě první sešit svazku třetího. Friedrich rozděloval ve shodě s tehdejší praxí Monument svou látku do dvou řad na listiny pravé (Acta genuina) a listiny podezřelé a falešné (Acta spuria), což platí i pro později připravené sešity 2. a 3. svazku třetího. Friedrich opět po vzoru Monument zavedl systém nesmírně náročného předběžného kritického diplomatického zpracování každého vydaného kusu, jehož výsledky se ukládaly do tzv. záhlavních poznámek, což z edice CDB učinilo výkladní skříň české středověké diplomatiky. Konečně Friedrich s ohledem na mezinárodní charakter edice zavedl také zásadu, že úvod a veškerý poznámkový aparát editor formuluje v latinském jazyce.
S výjimkou dělení materialu na pravé a falešné kusy převzali tato pravidla editoři nové řady CDB počínaje čtvrtým svazkem. Dělili látku nadále do dvou řad, ale do první řadili základní kusy tištěné v plném znění a do druhé kusy doplňkové, tištěné jen ve výtazích, tzv. regestech. Obohatili edici také o reprodukce ukázek písma jednotlivých písařů a album pečetí, což platí i pro 4. sešit třetího svazku.
Po druhé světové válce byla práce na edici svěřena dvěma badatelům. Třetí svazek měl dokončit Friedrichův žák Zdeněk Kristen, který se posléze stal profesorem pomocných věd historických na obnovené Palackého univerzitě v Olomouci, a dalšího pokračování počínaje čtvrtým svazkem se měl ujmout jiný Friedrichův žák Jindřich Šebánek, držitel stolice pomocných věd historických na Masarykově univerzitě v Brně. Kristen stačil před svou smrtí vydat druhý sešit třetího svazku a další dva sešity téhož svazku pak připadly jeho nástupci v Olomouci Janu Bistřickému. Šebánek spolu se svou asistentkou a pak nástupkyní Sášou Duškovou vydal ve dvou sešitech svazek čtvrtý a tři sešity pátého svazku. Dušková spolu s Vladimírem Vašků pak po Šebánkově smrti vydala čtvrtý rejstříkový sešit pátého svazku. Všechny svazky CDB vyšly v Praze péčí Českého zemského výboru, po válce péčí Československé resp. České akademie věd. Výjimku tvoří třetí a čtvrtý sešit třetího svazku, o které se postaralo Nakladatelství Palackého univerzity v Olomouci.

## Přehled dosud vydaných svazků CDB
| CDB I     | 805 – 1197                 | Gustav Friedrich                                                                         | 1904 – 1907 |
| CDB II    | 1198 – 1230                | Gustav Friedrich                                                                         | 1912        |
| CDB III/1 | 1231 – 1238                | Gustav Friedrich                                                                         | 1942        |
| CDB III/2 | 1238 – 1240                | Gustav Friedrich a Zdeněk Kristen                                                        | 1962        |
| CDB III/3 | falza, dodatky 1231 – 1240 | Jan Bistřický                                                                            | 2000        |
| CDB III/4 | rejstříky 1231 – 1240      | Jan Bistřický                                                                            | 2002        |
| CDB IV/1  | 1241 – 1253                | Jindřich Šebánek a Sáša Dušková                                                          | 1962        |
| CDB IV/2  | rejstříky 1241 – 1253      | Jindřich Šebánek a Sáša Dušková                                                          | 1965        |
| CDB V/1   | 1253 – 1266                | Jindřich Šebánek a Sáša Dušková                                                          | 1974        |
| CDB V/2   | 1267 – 1278                | Jindřich Šebánek a Sáša Dušková                                                          | 1981        |
| CDB V/3   | doplňky 1253 – 1278        | Jindřich Šebánek a Sáša Dušková                                                          | 1982        |
| CDB V/4   | rejstříky 1253 – 1278      | Sáša Dušková a Vladimír Vašků                                                            | 1993        |
| CDB VI/1  | 1278-1283                  | Zbyněk Sviták, Helena Krmíčková, Jarmila Krejčíková, Jana Nechutová                      | 2006        |
| CDB VII/5 | písaři 1283-1306           | Dalibor Havel                                                                            | 2011        |
| CDB VII/6 | pečeti 1283-1306           | Karel Maráz, Dalibor Havel, Lukáš Führer, Martina Smolová, Jana Nechutová a Jan Kalivoda | 2013        |